# 馬特·姆林斯
馬修·「馬特」·姆林斯（英語：Matthew "Matt" Mullins，1980年11月10日—）是一名美國的五屆武術世界冠軍和演員。1997年，16歲的他在愛爾蘭都柏林贏得了他的第一個世界自由搏擊聯盟冠軍。這是他在接下來的三年中獲得的五個冠軍中的第一個。

## 個人生活
2015年9月6日，姆林斯與特技演員Alicia Vela-Bailey結婚。

## 影視作品

### 電影
- 《Wentworth》（2005年）飾 服務員
- 《功夫魔王記》（Adventures of Johnny Tao: Rock Around the Dragon）（2007年）飾 Eddie
- 《血骨英雄》（Blood and Bone）（2009年）飾 Pretty Boy Price
- 《Freshmyn》（2010年）飾 Zach Markey
- 《真人快打：重生》（Mortal Kombat: Rebirth）（2010年）飾 Johnny Cage（英语：Johnny Cage）
- 《Alpha Must Die》（2012年）飾 Blue
- 《金剛王：死亡救贖》（The Wrath of Vajra）（2013年）飾 K-23/Bill
- 《Resident Evil: Vengeance》（2013年）飾 克里斯·雷德菲爾
- 《分歧者·異類叛逃》（Divergent）（2014年）飾 拳擊場的鬥士
- 《White Tiger》（2015年）飾 Michael Turner

### 特技
- 《美色連環姦殺（英语：Ted Bundy (film)）》（Ted Bundy）（2002年）飾 麥克·萊利·柏克（英语：Michael Reilly Burke）的特技替身
- 《No Rules（英语：No Rules (film)）》（2005年）飾 兄弟會的鬥士
- 《Severed》（2009年）飾 武術指導
- 《神盾局特工》（Agents of S.H.I.E.L.D.）（2014年）飾 武術協調員
- 《無面浪人》（Masterless）（2015年）飾 特技協調員
- 《捍衛者聯盟》（The Defenders）（2017年）飾 特技協調員

### 電子遊戲
- 《禁區51（英语：Area 51 (1995 video game)）》（Area 51）（1996年）——配音
- 《道風：蓮拳》（Tao Feng: Fist of the Lotus）（2003年）——配音
- 《魔戒：中土戰爭（英语：The Lord of the Rings: The Battle for Middle-earth）》（The Lord of the Rings: The Battle for Middle-Earth）（2004年）——配音
- 《秘境探險：黃金城秘寶》（Uncharted: Drake's Fortune）（2007年）——動作捕捉：Nathan Drake
- 《生化危機5》（Resident Evil 5）（2009年）——臉部模特：克里斯·雷德菲爾
- 《生化危機6》（Resident Evil 6）（2012年）——臉部模特：克里斯·雷德菲爾

## 外部連結
- 馬特·姆林斯在互联网电影资料库（IMDb）上的資料（英文）
- 官方网站
- Sideswipe Performance Team Official Website
- NERDSociety – Interview with Matt Mullins （页面存档备份，存于）